# Thuidium bonianum
Thuidium bonianum là một loài Rêu trong họ Thuidiaceae. Loài này được Besch. miêu tả khoa học đầu tiên năm 1887.